# 普光寺 (横浜市)
普光寺（ふこうじ）は、神奈川県横浜市泉区にある高野山真言宗の寺院。山号は光応山。院号は東光院。本尊は聖観音菩薩。

## 歴史
寺伝によると、本尊の聖観音菩薩は長禄三年（1459年）に、開山の円威和尚の追善供養のため、二世住職円成によって造立された。従って、遅くとも15世紀の中頃には成立していたものと考えられる。
江戸時代に成立した新編相模風土記にもその名が見える。
また、近年では希少になった、仏式の地鎮祭の作法が伝わっている。

## 所在地
- 神奈川県横浜市泉区岡津町94

## 交通
- 神奈中バス普光寺入口バス停より徒歩1分
- 神奈中バス下岡津バス停より徒歩10分